# Ariotus pruinosus
Ariotus pruinosus är en skalbaggsart som först beskrevs av Thomas Casey 1895.  Ariotus pruinosus ingår i släktet Ariotus och familjen ögonbaggar. Inga underarter finns listade i Catalogue of Life.